# 이나시키시
이나시키시(일본어: 稲敷市)는 일본 이바라키현 남부에 있는 시이다.

## 역사
- 2005년 3월 22일 - 이나시키군의 에도사키정, 신토네정, 사쿠라가와촌, 아즈마정이 합병해 탄생하였다.

## 교통

### 도로
- 겐오 자동차도
- 국도 제51호선
- 국도 제125호선
- 국도 제408호선

## 인구
| 연도 | 인구   | ±%     |
| ---- | ------ | ------ |
| 1920 | 34,217 | —      |
| 1930 | 36,096 | +5.5%  |
| 1940 | 38,246 | +6.0%  |
| 1950 | 47,081 | +23.1% |
| 1960 | 45,527 | −3.3%  |
| 1970 | 41,443 | −9.0%  |
| 1980 | 43,257 | +4.4%  |
| 1990 | 45,326 | +4.8%  |
| 2000 | 51,284 | +13.1% |
| 2010 | 46,898 | −8.6%  |